# Gyárfás István (gitáros)
Gyárfás István (Budapest, 1962. –) magyar dzsesszgitáros, zenetanár. Játékára különösen Wes Montgomery volt nagy hatással. Budapest XVII. kerületében, Rákoshegyen él. Beceneve: Gyafi.

## Életpályája
A Bartók Béla Zeneművészeti Szakközépiskola Jazz Tanszakán tanult. 1987-ben kiváló minősítéssel tanári- és előadóművészi diplomát kapott. A Liszt Ferenc Zeneművészeti Egyetem Budapesti Tanárképző Intézete jazz szakán végzett, ahol 2001-ben ismét kiváló minősítéssel, jazz-gitár előadóművész és tanár diplomát szerzett. 
Mint dzsesszgitáros megalapította  saját trióját, a Gyárfás Triót, amely azóta is folyamatosan működik. A trió később a Gyárfás-Premecz Organ Trio nevet vette fel.
Számos országban koncertezett, így Nagy Britanniában, Finnországban, Szíriában, Izraelben (Yafo Jazz Festival), Indonéziában és Kenyában.  

## Díjai, elismerései
- 2013-ban Gyárfás Istvánt választották az év jazzgitárosának a jazzma.hu nevű magyar jazz-szaklap olvasói, 2014-ben és 2015-ben pedig ugyanott a kritikusok szavazásának győztese lett.
- 2016-ban mind a kritikusok, mind az olvasók és a jazzmuzsikusok is egyaránt őt választották az év gitárosának. Munkásságáért 2015-ben a legrangosabb szakmai életműdíjjal, a Szabó Gábor -díjjal tüntették ki.[2]

## Lemezei
- 1989: Captive Dreamer (Winand Gábor énekessel, Hárs Viktor bőgőssel és Sramkó János dobossal),
- Midnight in Pest
- 2001: In Between
- 2003: Tale
- 2005: Nairobi Romance
- 2006: Old Amsterdam
- Organ Grinder’s Suite (a Gyárfás-Premecz Organ Trióval)
- Modern zsoltárok
- 2017: Cartoon Jazz (tirójával; legendás magyar rajz- és mesefilmek zenéi jazzes előadásban, mint pl. a Macskafogó, Frakk, Mirr-Murr, Nagy ho-ho-horgász, Kukori és Kotkoda, Dr. Bubó”, Vizipók-csodapók, Vuk)

## Néhány művész, akivel fellépett
- Cseh Balázs (dob)
- Deseő Csaba (hegedű)
- Fábián Juli (ének)[3]
- Fekete István (trombita)[4]
- Oláh Zoltán (bőgő)[5]
- Regős István (zongora, szaxofon)
- Szalóky Béla (trombita, harsona)[6]
- Tűzkő Csaba (szaxofon)